# Emilio Barbero
Emilio Barbero (Castelnuovo Calcea, 10 giugno 1919 – Pont Canavese, 20 dicembre 1996) è stato un calciatore italiano, di ruolo attaccante.

## Carriera
Cresciuto nel Torino, nel 1938 passa in prestito al Dopolavoro FIAT, con cui partecipa al campionato di Serie C 1938-1939 senza poter evitare la retrocessione in Prima Divisione. L'anno successivo la società granata lo cede al Piacenza, nell'affare che porta Luigi Ganelli al Torino; con la formazione emiliana, militante in Serie C, Barbero realizza 6 reti in 23 presenze.
A fine stagione viene posto in lista di trasferimento, e torna in Piemonte, nelle file della Biellese, con cui disputa due campionati di Serie C. Nel 1942 si trasferisce al Casale, e con la formazione nerostellata disputa anche il Campionato Alta Italia 1944, nel quale scende in campo 18 volte realizzando una rete. Nel 1944 torna temporaneamente nelle file del Torino, con cui partecipa al Trofeo Fiat, competizione cittadina vinta dalla Juventus.
Terminato il conflitto fa ritorno al Casale, ammesso al campionato di Serie B-C Alta Italia, nel quale realizza 7 reti. Nel 1946 passa al Novara, con cui esordisce in Serie B a 27 anni, e nel campionato successivo si trasferisce alla Vogherese, che si classifica al penultimo posto retrocedendo in Serie C: nella formazione pavese totalizza 19 presenze e 3 reti. Nella stagione Serie C 1948-1949 è al Cesena, dove ormai trentenne vive la propria miglior stagione in termini realizzativi, con 14 reti segnate. Chiude la carriera nella formazione romagnola due anni più tardi, dopo l'intermezzo di un'annata nel Piombino, sempre in Serie C.
Ha disputato 18 partite nel Campionato Alta Italia 1944, altre 18 nella Serie B-C Alta Italia 1945-1946 (tutte con il Casale) e 41 in Serie B con Novara e Vogherese.